# Màquina de Wimshurst

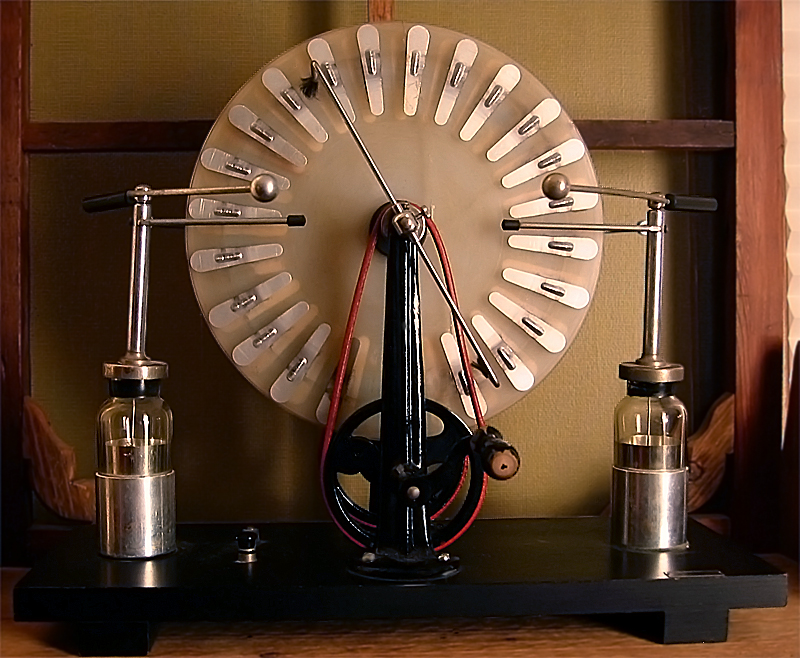
Màquina de Wimshurst.

La màquina de Wimshurst és un generador electroestàtic d'alt voltatge desenvolupat entre 1880 i 1883 per l'inventor britànic James Wimshurst (1832 - 1903). Té un aspecte distintiu amb dos grans discos a contra-rotació (giren en sentits oposats) muntats en un pla vertical, dues barres creuades amb raspalls metàl·lics, i dues esferes de metall separades per una distància on salten les espurnes. Es basa en l'efecte triboelèctric, en el qual s'acumulen càrregues quan dos materials diferents es freguen entre si.

## Descripció
Aquestes màquines pertanyen a una classe de grups de generadors, que creen càrregues elèctriques per inducció electroestàtica. Al principi les màquines d'aquesta categoria van ser desenvolupades per Wilhelm Holtz (1865 i 1867), August Toepler (1865), i J. Robert Voss (1880). Les màquines més antigues són menys eficients i exhibeixen una tendència imprevisible a canviar de polaritat. La màquina de Wimshurst no té aquest defecte.
A les màquines Wimshurst, els dos discos d'aïllament i els seus sectors de metall giren en direccions oposades que passen per les barres neutralitzadores creuades de metall i pels seus pinzells. Un desequilibri de càrregues és induït, amplificat i emmagatzemat per dos parells de pintes de metall amb els punts situats prop de la superfície de cada disc. Aquests col·lectors es munten sobre un suport aïllant i connectat a una sortida terminal. La retroalimentació positiva, augmenta l'acumulació de càrregues en forma exponencial fins que la tensió de ruptura dielèctrica de l'aire assoleix una espurna.
La màquina està llista per començar, el que significa que l'energia elèctrica externa no és necessària per crear una càrrega inicial. No obstant això, cal energia mecànica per tornar els discos en contra el camp elèctric, i és aquesta energia que la màquina converteix en energia elèctrica. La sortida de la màquina de Wimshurst és essencialment una corrent constant, ja que és proporcional a l'àrea coberta pel metall i els sectors a la velocitat de rotació. L'aïllament i la mida de la màquina determina la sortida de voltatge maxima que es pot assolir. L'espurna d'energia acumulada es pot augmentar mitjançant l'addició d'un parell de flascons Leyden, un tipus de condensador adequat per a l'alta tensió, amb els flascons a l'interior de les plaques connectats en forma independent a cadascuna de les terminals de sortida i connectats amb les plaques exteriors entre si. Una màquina Wimshurst pot produir raigs que són aproximadament un terç del diàmetre del disc de longitud i diverses desenes de microampers. Foren els primers aparells que pogueren generar voltatge suficient per poder desenvolupar Radiació X comercial.